# Saint-Sauveur, Somme

Saint-Sauveur este o comună în departamentul Somme, Franța. În 1 ianuarie 2022 avea o populație de 1.336 de locuitori.